# Kyan Vaesen
Kyan Vaesen, né le 13 avril 2001 à Huddersfield au Royaume-Uni, est un footballeur belge qui joue au poste d'attaquant au KVC Westerlo.

## Biographie

### En club

#### Formation au KVC Westerlo
Né à Huddersfield, Kyan Vaesen est repéré à l'âge de douze ans par un club phare de Belgique, à savoir le KVC Westerlo. Il fera toutes les classes jeunes là-bas. Lors du mois d'août 2019, il signe son premier contrat professionnel. Le 7 septembre 2019, il joue son premier match professionnel face au Beerschot V.A lors de la cinquième journée de Challenger Pro League. Il marque son premier but professionnel le 19 avril 2021 face au KMSK Deinze. Accédant à la Jupiler Pro League avec Westerlo, il joue son premier match dans l'élite le 24 juillet 2022 face au Cercle Bruges. En juillet 2022, il est prolongé jusqu'en 2026 par le club.

#### Prêt au KVV Thes Sport
Le 15 juillet 2020, il est prêté au KVV Thes Sport. Il joue son premier match le 26 septembre 2020 lors d'une victoire 2-1 face au KVC Sint-Eloois-Winkel Sport, comptant pour la première journée de Nationale 1. Le 10 octobre 2020, il marque son premier but sous ses nouvelles couleurs face au KMSK Deinze en Coupe de Belgique. En janvier 2021, il retourne au KVC Westerlo.

## Vie privée
Kyan Vaesen est le fils de Nico Vaesen, également footballeur, actif dans les années 1990 et 2000.